# John Joseph Enneking

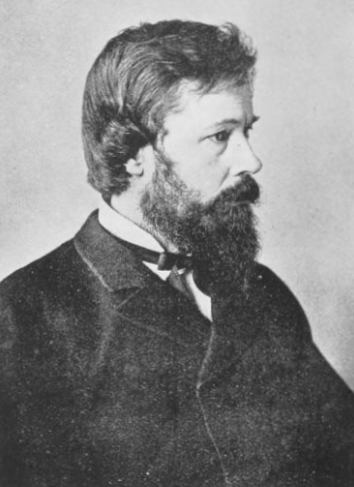
John Joseph Enneking (1841–1916)

John Joseph Enneking (4 de octubre de 1841-16 de noviembre de 1916) fue un pintor impresionista estadounidense de la Escuela de Boston.

## Biografía
Enneking nació de ascendencia alemana en Minster, Ohio. Fue educado en el Mount St. Mary's College de Cincinnati, sirvió en la guerra civil estadounidense en 1861-1862, estudió arte en Nueva York y Boston, y lo abandonó porque sus ojos eran débiles, solo para regresar después de fracasar en el fabricación de hojalatería.
De 1873 a 1876 estudió en Múnich con Schleich y Leier, en París con Daubigny y Bonnat y en 1878-1879 volvió a estudiar en París y dibujó en los Países Bajos. Enneking era un pintor que pintaba al aire libre, y su tema favorito era el crepúsculo otoñal en Nueva Inglaterra y, más en general, las medias luces de principios de primavera, finales de otoño y el amanecer y la tarde de invierno.
En el año anterior a su muerte, se ofreció una cena en su honor en el Copley Plaza Hotel de Boston. Más de 1.000 personas asistieron al evento en 1915 y Enneking fue coronado con la corona de laurel del vencedor por el destacado escultor Cyrus Dallin.
Enneking murió en Boston en 1916. Poco después de su muerte, se llevaron a cabo exposiciones conmemorativas de su obra en el Boston Art Club y en Portland, Maine. Estas fueron seguidas una década más tarde por dos exposiciones en las Galerías Vose de Boston en 1922 y 1926. Su familia almacenó la mayor parte de sus obras en un antiguo almacén en el vecindario de Back Bay de Boston. Tras la muerte de su esposa Mary Katharine Elliott Enneking (2 de noviembre de 1844 - 23 de octubre de 1923), las pinturas fueron olvidadas. Las pinturas fueron redescubiertas a fines de la década de 1950 cuando se estaba demoliendo el almacén. Las Galerías Vose de Boston se involucraron nuevamente en la promoción de su obra y, en 1972, en la publicación de la biografía de Enneking.
El Enneking Parkway en Hyde Park, Massachusetts lleva el nombre de Enneking.

## Galería

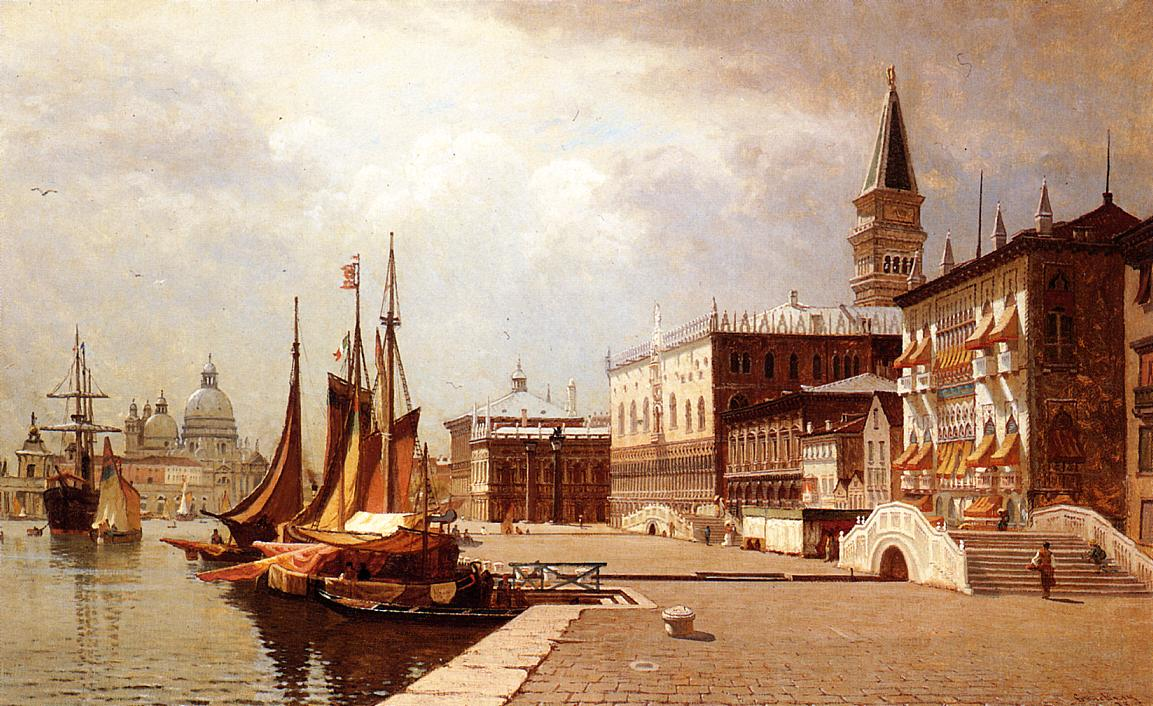
Venecia al mediodía
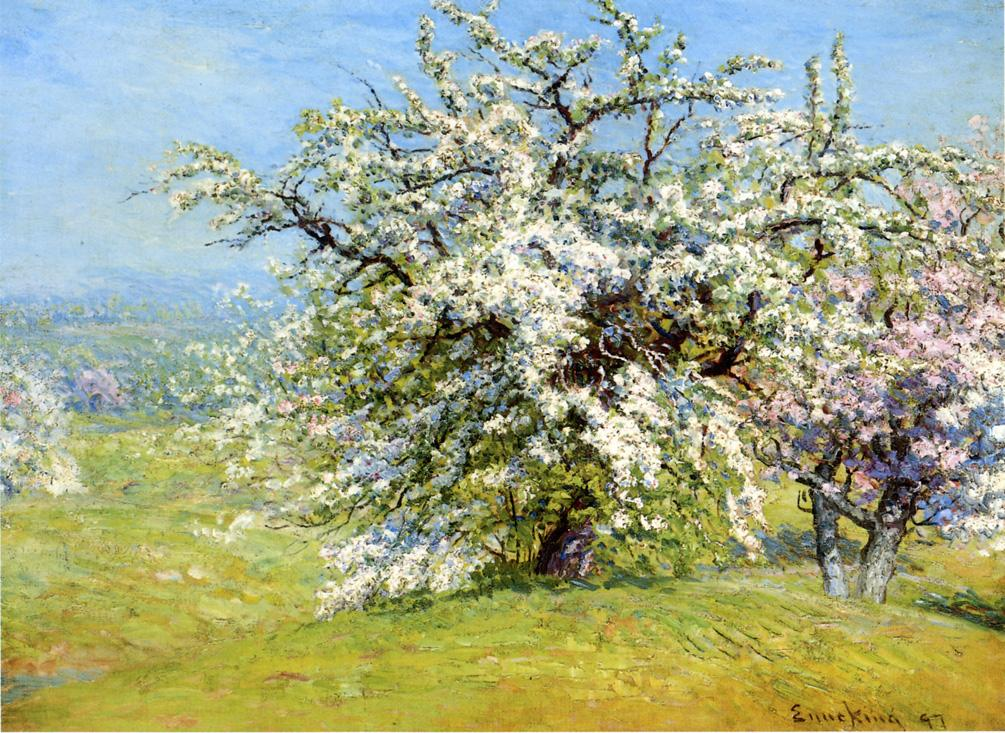
Prados florecientes
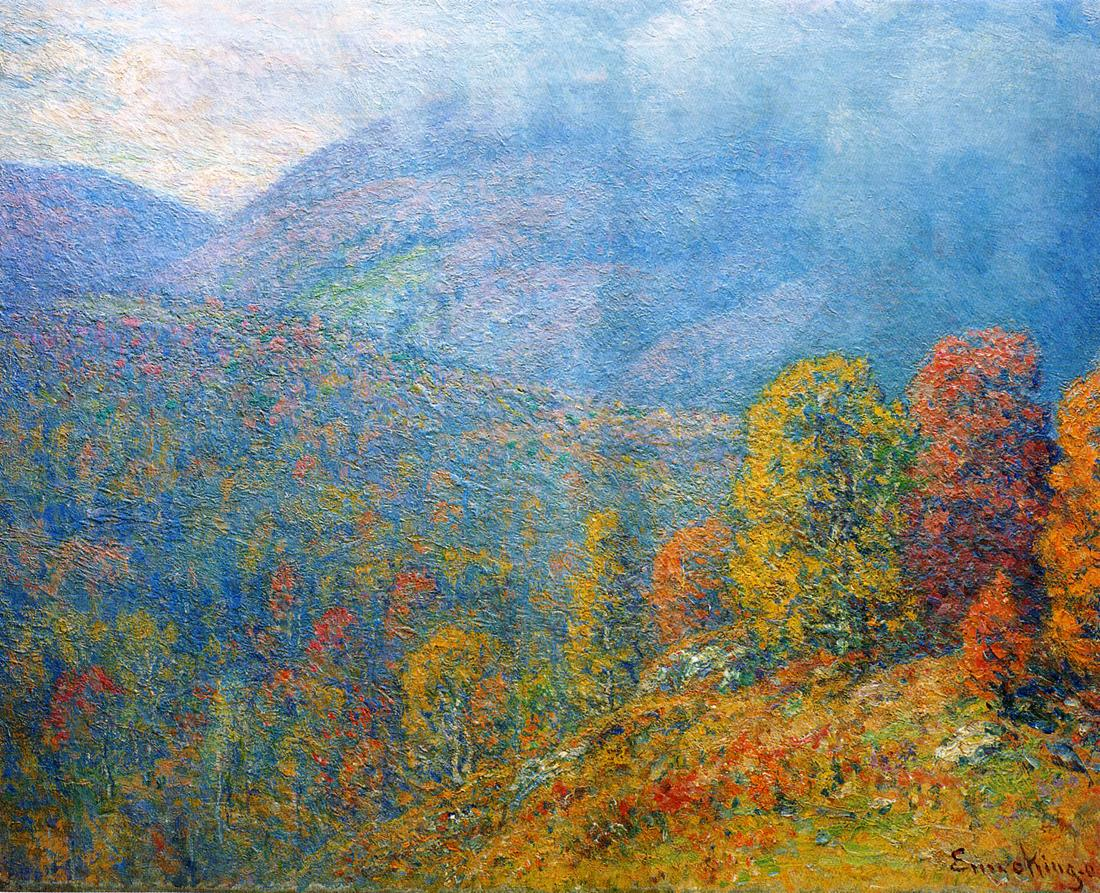
paisaje de montaña